# Eudem (rètor)
Eudem (en grec antic: Εὔδημος, llatí: Eudemus) fou un rètor de l'antiga Grècia que va viure al segle iv.
És l'autor d'un lexicó titulat περὶ Λέξεων Ρητορικῶν, sobre figures retòriques, que es conserva en manuscrit a diferents biblioteques, a París, Viena i altres llocs. Aquesta obra va ser usada amb diligència per la Suda, i Eudòxia Macrembolitissa en parla amb elogis. Figura a la Bibliotheca Graeca de Fabricius.